# Inter mirifica

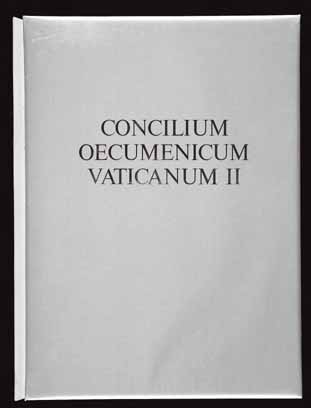
Zweites Vatikanisches Konzil

Inter mirifica (IM) heißt, nach seinen Anfangsworten, das Dekret über die sozialen Kommunikationsmittel, das vom Zweiten Vatikanischen Konzil formuliert und am 4. Dezember 1963 von Papst Paul VI. promulgiert wurde.
Das Dekret beschäftigt sich mit modernen Kommunikationsmitteln und plädiert für die Pressefreiheit, aber auch für den Jugendschutz. Katholiken werden aufgefordert, sich mit den neuen Medien konstruktiv auseinanderzusetzen und Medienkompetenz zu entwickeln und (z. B. Kindern) zu vermitteln. Des Weiteren ermutigt es dazu, sich einerseits mit seinen Meinungen in den gesellschaftlichen Diskurs einzubringen, um christliche Auffassungen im öffentlichen Raum auch über die Medien wahrnehmbar zu machen, und andererseits eine speziell katholische Presse (z. B. Kirchenzeitungen) zu gründen bzw. zu fördern.
Das Dekret gilt „in der Rezeption als eines der schwächsten, weil deutlich vorkonziliar zu verortenden Konzilsdokumente.“ Es gehe „hinter die von Pius XII. geäußerte Anerkennung des Rechts auf freie Meinungsäußerung zurück“, urteilte der Kirchenhistoriker Bock.